# René Joffroy
René Charles Lois Joffroy (* 10. Juni 1915; † 5. Februar 1986) war ein französischer Prähistorischer Archäologe.

## Leben
Joffroy war der Ausgräber des hallstattzeitlichen Grabes der Fürstlichen Grabstätte von Vix mit dem berühmten Bronzekrater, Bearbeiter des 1905–13 ergrabenen merowingerzeitlichen Gräberfeldes von Lavoye und Professor am Lycée de Châtillon/Département Seine sowie Konservator und Direktor im Nationalen Antikenmuseum in Saint-Germain-en-Laye.

## Publikationen (Auswahl)
Aufsätze
- Das Oppidum Mont Lassois, Gemeinde Vix, Dep. Côte-d’Or. In: Germania. Jg. 32, 1954, S. 59–65.[2]

Bücher
- Le cimetière de Lavoye (Meuse). Nécropole mérovingienne. Picard, Paris 1974.
- Le Trésor de Vix (Côte d’Or). Presses Universitaires de France, Paris 1954.
- L'Oppidum de Vix et la civilisation Hallstattienne finale dans l’Est de la France (= Publications de l’Université de Dijon. Bd. 20, ISSN 0223-3762). Société „Les Belles Lettres“, Paris 1960.
- Le Trésor de Vix. Histoire et portée d’une grande découverte. Fayard, Paris 1962.
- Vix et ses trésors. Tallandier, Paris 1979, ISBN 2-235-00729-5.